# Bishampton
Bishampton est une localité anglaise située dans le comté du Worcestershire.